# Publiusz Witeliusz (ojciec)
Publiusz Witeliusz – rycerz rzymski, dziad cesarza Aulusa Witeliusza.
Pochodził z Nucerii (obecnie Nocera). Swetoniusz zebrał sprzeczne informacje na temat jego pochodzenia. Według książeczki Kwintusa Elogiusza (dedykowanej Kwintusowi, synowi Publiusza) Witeliusze mieli pochodzić od Fauna, króla Aboryginów i Witelii, czczonej jako bogini. Z kolei inni autorzy (m.in. Kasjusz Sewerus) twierdzili, że protoplasta rodu Witeliuszów był szewcem, jego syn, dorobiwszy się na zakupie wystawionych przez państwo na licytację przedmiotów, ożenił się z prostytutką; z kolei ich syn miał osiągnąć stopień rycerza rzymskiego.
Publiusz był zarządcą dóbr Oktawiana Augusta. Pozostawił czterech synów, którymi byli:
- Aulus,
- Kwintus,
- Publiusz,
- Lucjusz.